# Чемпіонат світу з футболу 2018 (кваліфікаційний раунд, плей-оф)
Щоб пройти кваліфікацію до чемпіонату світу з футболу 2018, збірні з АФК, КОНКАКАФ, КОНМЕБОЛ та ОФК зіграли між собою матчі плей-оф.

## Формат
В етапі взяли участь чотири команди:
| Конфедерація | Місце                      | Команда       |
| ------------ | -------------------------- | ------------- |
| АФК          | Переможець п'ятого раунду  | Австралія     |
| КОНКАКАФ     | 4-е місце в п'ятому раунді | Гондурас      |
| КОНМЕБОЛ     | 5-е місце в першому раунді | Перу          |
| ОФК          | Переможець третього раунду | Нова Зеландія |

## Матчі
| Команда 1     | Заг. | Команда 2 | 1-й матч | 2-й матч |
| ------------- | ---- | --------- | -------- | -------- |
| Гондурас      | 1:3  | Австралія | 0:0      | 1:3      |
| Нова Зеландія | 0:2  | Перу      | 0:0      | 0:2      |